# Primera divisió espanyola de futbol 2012-2013
La temporada 2012-13 de La Liga (coneguda com a Lliga BBVA per raons publicitàries), fou la 82a edició de la Primera divisió espanyola de futbol. Va començar el 18 d'agost de 2012 i va acabar l'1 de juny de 2013. El torneig l'organitzà la Lliga de Futbol Professional (LFP). Després d'un any sense equips gallecs a la principal divisió del futbol espanyol, aquesta temporada van tornar a la categoria daurada els dos principals equips de la comunitat: el RC Deportivo de la Corunya (després del seu descens la temporada 2010/11) i el Celta de Vigo (que va descendir la temporada 2006/07). S'hi va sumar el Reial Valladolid (que havia descendit la temporada 2009/10).
El FC Barcelona es va proclamar campió a manca de quatre jornades per acabar, l'11 de maig, mercès a l'empat del Reial Madrid contra el RCD Espanyol, i va aconseguir així el seu 22è títol de lliga. Al final de la primera volta, l'equip català havia sumat 55 punts dels 57 possibles (divuit victòries i un empat), establint així un nou rècord històric de la competició, un rècord que es va estroncar a l'inici de la segona volta, quan va perdre el primer partit, contra la Reial Societat (3-2). Posteriorment, el mateix FC Barcelona igualaria el rècord absolut en puntuació de la competició, en aconseguir 100 punts al final de les 38 jornades, i aconseguí també el més gran avantatge de la història de la lliga sobre el segon classificat, (Reial Madrid, a 15 punts). El Barça també va aconseguir de marcar en totes les jornades de la competició, un fet que no passava des de 1944.
Lionel Messi (FC Barcelona) va establir un nou rècord en marcar durant 19 jornades consecutives, i esdevingué també l'únic jugador capaç de marcar en tots els partits durant una volta completa de la competició.
Fabrice Olinga (Màlaga CF) va debutar i marcar en la categoria a 16 anys i 98 dies en la primera jornada de lliga, aconseguint així ser el més jove de la història en marcar un gol en lliga, rècord que tenia anteriorment Iker Muniain.

## Ascensos i descensos
| Pos. | Descendits de 1a Divisió      |
| ---- | ----------------------------- |
| 18è  | Vila-real CF                  |
| 19è  | Real Sporting de Gijón        |
| 20è  | Real Racing Club de Santander |

| Pos. | Ascendits de 2a Divisió     |
| ---- | --------------------------- |
| 1r   | RC Deportivo de La Corunya  |
| 2n   | Celta de Vigo               |
| 3r   | Reial Valladolid (promoció) |

## Dades dels equips
| Equip                                      | Ciutat                | Entrenador              | Estadi                      | Capacitat | Marca      | Patrocinador         |
| ------------------------------------------ | --------------------- | ----------------------- | --------------------------- | --------- | ---------- | -------------------- |
| Athletic Club                              | Bilbao                | Marcelo Bielsa          | San Mamés                   | 40 000    | Umbro      | Petronor             |
| Club Atlético de Madrid                    | Madrid                | Diego Simeone           | Vicente Calderón            | 54 851    | Nike, Inc. | Huawei               |
| Club Atlético Osasuna                      | Pamplona              | José Luis Mendilibar    | Reyno de Navarra            | 19 800    | Astore     |                      |
| Futbol Club Barcelona                      | Barcelona             | Tito Vilanova           | Camp Nou                    | 99 354    | Nike, Inc. | Qatar Foundation     |
| Getafe Club de Fútbol                      | Getafe                | Luis García Plaza       | Coliseum Alfonso Pérez      | 18 000    | Joma       | Burger King          |
| Granada Club de Fútbol                     | Granada               | Lucas Alcaraz           | Nuevo Los Cármenes          | 22 524    | Legea      | Caja Granada         |
| Llevant Unió Esportiva                     | València              | Juan Ignacio Martínez   | Ciutat de València          | 25 394    | Kelme      | Comunitat Valenciana |
| Málaga Club de Fútbol                      | Màlaga                | Manuel Pellegrini       | La Rosaleda                 | 28 963    | Nike, Inc. | Unesco               |
| Rayo Vallecano de Madrid                   | Madrid                | Paco Jémez              | Campo de Fútbol de Vallecas | 15 500    | Erreà      |                      |
| Real Betis Balompié                        | Sevilla               | Pepe Mel                | Benito Villamarín           | 51 309    | Macron     | Cirsa                |
| Real Club Celta de Vigo                    | Vigo                  | Abel Resino             | Balaídos                    | 31 800    | Li Ning    | Citroën              |
| Real Club Deportivo de La Coruña           | La Corunya            | Fernando Vázquez        | Riazor                      | 34 600    | Lotto      | Estrella Galicia     |
| Real Club Deportivo Espanyol               | Cornellà de Llobregat | Javier Aguirre Onaindía | Cornellà-El Prat            | 42 000    | Puma       | Cancún               |
| Reial Club Deportiu Mallorca               | Palma                 | Gregorio Manzano        | Iberostar Estadi            | 23 142    | Macron     | Bet-At-Home          |
| Reial Madrid Club de Futbol                | Madrid                | Jose Mourinho           | Santiago Bernabéu           | 85 454    | Adidas     | Bwin                 |
| Reial Societat                             | Sant Sebastià         | Philippe Montanier      | Anoeta                      | 32 076    | Nike, Inc. | Guipúscoa            |
| Real Valladolid Club de Fútbol             | Valladolid            | Miroslav Đukić          | José Zorrilla               | 26 512    | Kappa      | Madrid 2020          |
| Reial Saragossa                            | Saragossa             | Manolo Jiménez          | La Romareda                 | 34 601    | Li Ning    | Proniño              |
| Sevilla Fútbol Club                        | Sevilla               | Unai Emery              | Ramón Sánchez Pizjuán       | 45 500    | Umbro      | Pont Grup            |
| València Club de Futbol                    | València              | Ernesto Valverde        | Mestalla                    | 55 000    | Joma       | Jinko Solar          |
| Dades actualitzades a 20 de juliol de 2013 |                       |                         |                             |           |            |                      |

| Com. Autònoma   | Núm. | Equips                                                         |
| --------------- | ---- | -------------------------------------------------------------- |
| Andalusia       | 4    | Sevilla FC, Màlaga CF, Reial Betis i Granada CF                |
| Madrid          | 4    | Atlètic de Madrid, Getafe CF, Reial Madrid CF i Rayo Vallecano |
| Catalunya       | 2    | FC Barcelona i RCD Espanyol                                    |
| País Basc       | 2    | Athletic Club i Reial Societat                                 |
| València        | 2    | València CF i Llevant UD                                       |
| Galícia         | 2    | RC Deportivo de La Corunya i RC Celta de Vigo                  |
| Aragó           | 1    | Reial Saragossa                                                |
| Illes Balears   | 1    | RCD Mallorca                                                   |
| Castella i Lleó | 1    | Reial Valladolid                                               |
| Navarra         | 1    | CA Osasuna                                                     |

## Canvis d'entrenadors
| Equip        | Entrenador (jornades)                                                      |
| ------------ | -------------------------------------------------------------------------- |
| RCD Espanyol | Mauricio Pochettino (1-13) Javier Aguirre Onaindía (14-38)                 |
| València CF  | Mauricio Pellegrino (1-14) Ernesto Valverde (15-38)                        |
| Deportivo    | José Luis Oltra (1-17) Domingos Paciência (18-23) Fernando Vázquez (24-38) |
| Sevilla FC   | José Miguel González Martín del Campo (1-19) Unai Emery (20-38)            |
| Granada CF   | Juan Antonio Anquela (1-21) Lucas Alcaraz (22-38)                          |
| RCD Mallorca | Joaquín Caparrós (1-22) Gregorio Manzano (23-38)                           |
| RC Celta     | Paco Herrera (1-24) Abel Resino (25-38)                                    |

## Classificació
| Pos | Equip                            | J  | G  | E  | P  | GF  | GC | DG  | Pts |
| --- | -------------------------------- | -- | -- | -- | -- | --- | -- | --- | --- |
| 1   | Barcelona (C)                    | 38 | 32 | 4  | 2  | 115 | 40 | +75 | 100 |
| 2   | Real Madrid                      | 38 | 26 | 7  | 5  | 103 | 42 | +61 | 85  |
| 3   | Atlético Madrid                  | 38 | 23 | 7  | 8  | 65  | 31 | +34 | 76  |
| 4   | Plantilla:Fb team Reial Societat | 38 | 18 | 12 | 8  | 70  | 49 | +21 | 66  |
| 5   | València                         | 38 | 19 | 8  | 11 | 67  | 54 | +13 | 65  |
| 6   | Málaga                           | 38 | 16 | 9  | 13 | 53  | 50 | +3  | 57  |
| 7   | Betis                            | 38 | 16 | 8  | 14 | 57  | 56 | +1  | 56  |
| 8   | Rayo Vallecano                   | 38 | 16 | 5  | 17 | 50  | 66 | −16 | 53  |
| 9   | Sevilla                          | 38 | 14 | 8  | 16 | 58  | 54 | +4  | 50  |
| 10  | Getafe                           | 38 | 13 | 8  | 17 | 43  | 57 | −14 | 47  |
| 11  | Llevant                          | 38 | 12 | 10 | 16 | 40  | 57 | −17 | 46  |
| 12  | Athletic Club                    | 38 | 12 | 9  | 17 | 44  | 65 | −21 | 45  |
| 13  | Espanyol                         | 38 | 11 | 11 | 16 | 43  | 52 | −9  | 44  |
| 14  | Valladolid                       | 38 | 11 | 10 | 17 | 49  | 58 | −9  | 43  |
| 15  | Granada                          | 38 | 11 | 9  | 18 | 37  | 54 | −17 | 42  |
| 16  | Osasuna                          | 38 | 10 | 9  | 19 | 33  | 50 | −17 | 39  |
| 17  | Celta de Vigo                    | 38 | 10 | 7  | 21 | 37  | 52 | −15 | 37  |
| 18  | Mallorca (R)                     | 38 | 9  | 9  | 20 | 43  | 72 | −29 | 36  |
| 19  | Deportivo La Coruña (R)          | 38 | 8  | 11 | 19 | 47  | 70 | −23 | 35  |
| 20  | Zaragoza (R)                     | 38 | 9  | 7  | 22 | 37  | 62 | −25 | 34  |

Taula posada al dia pels partits jugats el 1 Juny 2013

Font: Lliga de Futbol Professional
Pts = Punts; PJ = Partits Jugats; G = Partits Guanyats; E = Partits Empatats; P = Partits Perduts; GF = Gols a favor; GC = Gols en contra; DG = Diferència de gols
|  | Classificat per a la fase de grups de la Lliga de Campions de la UEFA 2013-14                  |
|  | Classificat per a la quarta ronda prèvia (play-off) de la Lliga de Campions de la UEFA 2013-14 |
|  | Classificat per a la fase de grups de la Lliga Europa de la UEFA 2013-2014                     |
|  | Classificat per a la quarta ronda prèvia (play-off) de la Lliga Europa de la UEFA 2013-2014    |
|  | Classificat per a la tercera ronda de classificació de la Lliga Europa de la UEFA 2013-2014    |
|  | Descens a Segona divisió                                                                       |

## Evolució de la classificació
| Equip / Jornada                      |    |    |    |    |    |    |    |    |    |    |    |    |    |    |    |    |    |    |    |    |    |    |    |    |    |    |    |    |    |    |    |    |    |    |    |    |    |    |
| Equip / Jornada                      | 1  | 2  | 3  | 4  | 5  | 6  | 7  | 8  | 9  | 10 | 11 | 12 | 13 | 14 | 15 | 16 | 17 | 18 | 19 | 21 | 22 | 23 | 24 | 25 | 26 | 27 | 28 | 29 | 30 | 31 | 32 | 33 | 34 | 35 | 36 | 20 | 37 | 38 |
| ------------------------------------ | -- | -- | -- | -- | -- | -- | -- | -- | -- | -- | -- | -- | -- | -- | -- | -- | -- | -- | -- | -- | -- | -- | -- | -- | -- | -- | -- | -- | -- | -- | -- | -- | -- | -- | -- | -- | -- | -- |
| Barcelona                            | 1  | 1  | 1  | 1  | 1  | 1  | 1  | 1  | 1  | 1  | 1  | 1  | 1  | 1  | 1  | 1  | 1  | 1  | 1  | 1  | 1  | 1  | 1  | 1  | 1  | 1  | 1  | 1  | 1  | 1  | 1  | 1  | 1  | 1  | 1  | 1  | 1  | 1  |
| Real Madrid                          | 9  | 14 | 9  | 12 | 7  | 6  | 5  | 4  | 4  | 3  | 3  | 3  | 3  | 3  | 3  | 3  | 3  | 3  | 3  | 3  | 3  | 3  | 3  | 3  | 3  | 3  | 2  | 2  | 2  | 2  | 2  | 2  | 2  | 2  | 2  | 2  | 2  | 2  |
| Plantilla:Fb team Atlético de Madrid | 9  | 4  | 2  | 2  | 2  | 2  | 2  | 2  | 2  | 2  | 2  | 2  | 2  | 2  | 2  | 2  | 2  | 2  | 2  | 2  | 2  | 2  | 2  | 2  | 2  | 2  | 3  | 3  | 3  | 3  | 3  | 3  | 3  | 3  | 3  | 3  | 3  | 3  |
| Plantilla:Fb team Reial Societat     | 20 | 12 | 16 | 10 | 14 | 8  | 13 | 15 | 14 | 17 | 13 | 9  | 12 | 9  | 9  | 9  | 7  | 9  | 9  | 9  | 9  | 8  | 7  | 6  | 6  | 6  | 5  | 4  | 4  | 4  | 4  | 4  | 4  | 4  | 4  | 4  | 5  | 4  |
| València                             | 12 | 13 | 17 | 11 | 15 | 10 | 14 | 9  | 11 | 9  | 9  | 8  | 11 | 12 | 10 | 11 | 9  | 8  | 7  | 7  | 7  | 6  | 5  | 5  | 5  | 5  | 7  | 5  | 6  | 5  | 6  | 5  | 6  | 5  | 5  | 5  | 4  | 5  |
| Málaga                               | 6  | 8  | 4  | 3  | 4  | 3  | 3  | 3  | 3  | 5  | 5  | 5  | 4  | 5  | 4  | 4  | 4  | 4  | 5  | 5  | 4  | 4  | 4  | 4  | 4  | 4  | 4  | 6  | 5  | 6  | 5  | 6  | 5  | 6  | 6  | 6  | 6  | 6  |
| Betis                                | 2  | 9  | 13 | 8  | 6  | 9  | 4  | 6  | 5  | 4  | 4  | 6  | 5  | 4  | 5  | 5  | 5  | 5  | 4  | 4  | 5  | 5  | 8  | 8  | 7  | 7  | 6  | 7  | 7  | 7  | 7  | 7  | 7  | 7  | 7  | 7  | 7  | 7  |
| Rayo Vallecano                       | 7  | 3  | 5  | 6  | 8  | 13 | 10 | 12 | 15 | 11 | 7  | 11 | 8  | 10 | 13 | 10 | 8  | 7  | 6  | 6  | 6  | 7  | 6  | 7  | 8  | 9  | 8  | 9  | 9  | 9  | 9  | 8  | 8  | 10 | 10 | 8  | 8  | 8  |
| Sevilla                              | 5  | 7  | 8  | 5  | 5  | 4  | 7  | 5  | 7  | 7  | 10 | 7  | 10 | 11 | 11 | 13 | 14 | 12 | 12 | 12 | 11 | 11 | 11 | 10 | 12 | 10 | 12 | 10 | 11 | 10 | 10 | 11 | 10 | 9  | 8  | 9  | 9  | 9  |
| Getafe                               | 14 | 10 | 10 | 13 | 17 | 11 | 9  | 11 | 8  | 10 | 14 | 10 | 7  | 6  | 7  | 7  | 10 | 10 | 11 | 11 | 12 | 12 | 12 | 11 | 9  | 8  | 9  | 8  | 8  | 8  | 8  | 9  | 9  | 8  | 9  | 10 | 10 | 10 |
| Llevant                              | 11 | 16 | 11 | 14 | 9  | 12 | 11 | 7  | 6  | 6  | 6  | 4  | 6  | 8  | 6  | 6  | 6  | 6  | 8  | 8  | 8  | 9  | 9  | 9  | 10 | 11 | 10 | 11 | 10 | 11 | 12 | 12 | 13 | 12 | 13 | 14 | 11 | 11 |
| Athletic Club                        | 18 | 20 | 15 | 15 | 16 | 18 | 16 | 17 | 16 | 14 | 12 | 14 | 14 | 15 | 14 | 12 | 13 | 14 | 14 | 14 | 13 | 13 | 15 | 15 | 16 | 14 | 14 | 14 | 13 | 13 | 14 | 14 | 14 | 14 | 14 | 12 | 13 | 12 |
| Espanyol                             | 13 | 17 | 19 | 19 | 19 | 20 | 20 | 19 | 19 | 18 | 19 | 20 | 20 | 20 | 19 | 19 | 18 | 18 | 16 | 15 | 15 | 14 | 13 | 12 | 13 | 13 | 13 | 13 | 12 | 12 | 11 | 10 | 11 | 11 | 11 | 11 | 12 | 13 |
| Valladolid                           | 8  | 2  | 6  | 9  | 13 | 7  | 8  | 10 | 10 | 8  | 8  | 12 | 9  | 7  | 8  | 8  | 11 | 11 | 10 | 10 | 10 | 10 | 10 | 13 | 11 | 12 | 11 | 12 | 14 | 14 | 13 | 13 | 12 | 13 | 12 | 13 | 14 | 14 |
| Granada                              | 15 | 15 | 18 | 18 | 18 | 17 | 15 | 16 | 17 | 19 | 16 | 17 | 18 | 18 | 18 | 17 | 15 | 17 | 17 | 16 | 17 | 16 | 14 | 14 | 15 | 16 | 16 | 16 | 16 | 16 | 17 | 17 | 16 | 15 | 16 | 15 | 15 | 15 |
| Osasuna                              | 19 | 19 | 20 | 20 | 20 | 19 | 19 | 20 | 20 | 20 | 20 | 19 | 19 | 16 | 16 | 16 | 19 | 20 | 20 | 18 | 18 | 17 | 17 | 16 | 14 | 15 | 15 | 15 | 15 | 15 | 15 | 15 | 15 | 17 | 15 | 16 | 16 | 16 |
| Celta de Vigo                        | 16 | 18 | 12 | 16 | 11 | 14 | 12 | 13 | 13 | 15 | 17 | 16 | 15 | 14 | 15 | 15 | 17 | 15 | 15 | 17 | 16 | 18 | 18 | 18 | 18 | 18 | 19 | 19 | 18 | 19 | 20 | 19 | 18 | 19 | 19 | 20 | 18 | 17 |
| Mallorca                             | 4  | 6  | 3  | 4  | 3  | 5  | 6  | 8  | 12 | 13 | 15 | 15 | 16 | 17 | 17 | 18 | 16 | 16 | 18 | 19 | 19 | 19 | 19 | 19 | 19 | 19 | 18 | 18 | 19 | 20 | 19 | 18 | 20 | 20 | 20 | 19 | 20 | 18 |
| Deportivo La Coruña                  | 3  | 5  | 7  | 7  | 10 | 16 | 18 | 18 | 18 | 16 | 18 | 18 | 17 | 19 | 20 | 20 | 20 | 19 | 19 | 20 | 20 | 20 | 20 | 20 | 20 | 20 | 20 | 20 | 20 | 18 | 16 | 16 | 17 | 18 | 18 | 17 | 17 | 19 |
| Zaragoza                             | 16 | 11 | 14 | 17 | 12 | 15 | 17 | 14 | 9  | 12 | 11 | 13 | 13 | 13 | 12 | 14 | 12 | 13 | 13 | 13 | 14 | 15 | 16 | 17 | 17 | 17 | 17 | 17 | 17 | 17 | 18 | 20 | 19 | 16 | 17 | 18 | 19 | 20 |

Taula posada al dia pels partits jugats el: 1 Juny 2013
Font: ,Sportec

## Quadre de resultats
| Casa \ Fora1                         | ATH | Plantilla:Fb team Atlético de Madrid | BAR | BET | CEL | DEP | ESP | GET | GRA | LEV | MLG | MAL | OSA | RVA | RMA | Plantilla:Fb team Reial Societat | SEV | VAL | VLD | ZAR |
| Athletic Club                        |     | 3–0                                  | 2–2 | 3–5 | 1–0 | 1–1 | 0–4 | 1–2 | 1–0 | 0–1 | 0–0 | 2–1 | 1–0 | 1–2 | 0–3 | 1–3                              | 2–1 | 1–0 | 2–0 | 0–2 |
| Plantilla:Fb team Atlético de Madrid | 4–0 |                                      | 1–2 | 1–0 | 1–0 | 6–0 | 1–0 | 2–0 | 5–0 | 2–0 | 2–1 | 0–0 | 3–1 | 4–3 | 1–2 | 0–1                              | 4–0 | 1–1 | 2–1 | 2–0 |
| Barcelona                            | 5–1 | 4–1                                  |     | 4–2 | 3–1 | 2–0 | 4–0 | 6–1 | 2–0 | 1–0 | 4–1 | 5–0 | 5–1 | 3–1 | 2–2 | 5–1                              | 2–1 | 1–0 | 2–1 | 3–1 |
| Betis                                | 1–1 | 2–4                                  | 1–2 |     | 1–0 | 1–1 | 1–0 | 0–0 | 1–2 | 2–0 | 3–0 | 1–2 | 2–1 | 1–2 | 1–0 | 2–0                              | 3–3 | 1–0 | 0–0 | 4–0 |
| Celta de Vigo                        | 1–1 | 1–3                                  | 2–2 | 0–1 |     | 1–1 | 1–0 | 2–1 | 2–1 | 1–1 | 0–1 | 1–1 | 2–0 | 0–2 | 1–2 | 1–1                              | 2–0 | 0–1 | 3–1 | 2–1 |
| Deportivo La Coruña                  | 1–1 | 0–0                                  | 4–5 | 2–3 | 3–1 |     | 2–0 | 1–1 | 0–3 | 0–2 | 1–0 | 1–0 | 2–0 | 0–0 | 1–2 | 0–1                              | 0–2 | 2–3 | 0–0 | 3–2 |
| Espanyol                             | 3–3 | 0–1                                  | 0–2 | 1–0 | 1–0 | 2–0 |     | 0–2 | 0–1 | 3–2 | 0–0 | 3–2 | 0–3 | 3–2 | 1–1 | 2–2                              | 2–2 | 3–3 | 0–0 | 1–2 |
| Getafe                               | 1–0 | 0–0                                  | 1–4 | 2–4 | 3–1 | 3–1 | 0–2 |     | 2–2 | 0–1 | 1–0 | 1–0 | 1–1 | 1–2 | 2–1 | 2–1                              | 1–1 | 0–1 | 2–1 | 2–0 |
| Granada                              | 1–2 | 0–1                                  | 1–2 | 1–5 | 2–1 | 1–1 | 0–0 | 2–0 |     | 1–1 | 1–0 | 1–2 | 3–0 | 2–0 | 1–0 | 0–0                              | 1–1 | 1–2 | 1–1 | 1–2 |
| Llevant                              | 3–1 | 1–1                                  | 0–4 | 1–1 | 0–1 | 0–4 | 3–2 | 0–0 | 3–1 |     | 1–2 | 4–0 | 0–2 | 2–3 | 1–2 | 2–1                              | 1–0 | 1–0 | 2–1 | 0–0 |
| Málaga                               | 1–0 | 0–0                                  | 1–3 | 4–0 | 1–1 | 3–1 | 0–2 | 2–1 | 4–0 | 3–1 |     | 1–1 | 1–0 | 1–2 | 3–2 | 1–2                              | 0–0 | 4–0 | 2–1 | 1–1 |
| Mallorca                             | 0–1 | 1–1                                  | 2–4 | 1–0 | 1–0 | 2–3 | 2–1 | 1–3 | 1–2 | 1–1 | 2–3 |     | 1–1 | 1–1 | 0–5 | 1–0                              | 2–1 | 2–0 | 4–2 | 1–1 |
| Osasuna                              | 0–1 | 0–2                                  | 1–2 | 0–0 | 1–0 | 2–1 | 0–2 | 1–0 | 1–2 | 4–0 | 0–0 | 1–1 |     | 1–0 | 0–0 | 0–0                              | 2–1 | 0–1 | 0–1 | 1–0 |
| Rayo Vallecano                       | 2–2 | 2–1                                  | 0–5 | 3–0 | 3–2 | 2–1 | 2–0 | 3–1 | 1–0 | 3–0 | 1–3 | 2–0 | 2–2 |     | 0–2 | 0–2                              | 0–0 | 0–4 | 1–2 | 0–2 |
| Real Madrid                          | 5–1 | 2–0                                  | 2–1 | 3–1 | 2–0 | 5–1 | 2–2 | 4–0 | 3–0 | 5–1 | 6–2 | 5–2 | 4–2 | 2–0 |     | 4–3                              | 4–1 | 1–1 | 4–3 | 4–0 |
| Plantilla:Fb team Reial Societat     | 2–0 | 0–1                                  | 3–2 | 3–3 | 2–1 | 1–1 | 0–1 | 1–1 | 2–2 | 1–1 | 4–2 | 3–0 | 0–0 | 4–0 | 3–3 |                                  | 2–1 | 4–2 | 4–1 | 2–0 |
| Sevilla                              | 2–1 | 0–1                                  | 2–3 | 5–1 | 4–1 | 3–1 | 3–0 | 2–1 | 3–0 | 0–0 | 0–2 | 3–2 | 1–0 | 2–1 | 1–0 | 1–2                              |     | 4–3 | 1–2 | 4–0 |
| València                             | 3–2 | 2–0                                  | 1–1 | 3–0 | 2–1 | 3–3 | 2–1 | 4–2 | 1–0 | 2–2 | 5–1 | 2–0 | 4–0 | 0–1 | 0–5 | 2–5                              | 2–0 |     | 2–1 | 2–0 |
| Valladolid                           | 2–2 | 0–3                                  | 1–3 | 0–1 | 0–2 | 1–0 | 1–1 | 2–1 | 1–0 | 2–0 | 1–1 | 3–1 | 1–3 | 6–1 | 2–3 | 2–2                              | 1–1 | 1–1 |     | 2–0 |
| Zaragoza                             | 1–2 | 1–3                                  | 0–3 | 1–2 | 0–1 | 5–3 | 0–0 | 0–1 | 0–0 | 0–1 | 0–1 | 3–2 | 3–1 | 3–0 | 1–1 | 1–2                              | 2–1 | 2–2 | 0–1 |     |

## Calendari i resultats
| 1a volta     | 1a jornada              | 2a volta     |
| 18 ago. 2012 |                         | 20 gen. 2013 |
| 3-5          | A. Bilbao - Betis       | 1-1          |
| 1-1          | Llevant - At.Madrid     | 0-2          |
| 0-1          | Zaragoza - Valladolid   | 0-2          |
| 2-1          | Mallorca - Espanyol     | 2-3          |
| 0-1          | Celta - Málaga          | 1-1          |
| 5-1          | Barcelona - R. Sociedad | 2-3          |
| 2-0          | Deportivo - Osasuna     | 1-2          |
| 1-1          | Real Madrid - València  | 5-0          |
| 2-1          | Sevilla - Getafe        | 1-1          |
| 1-0          | Rayo V. - Granada       | 0-2          |

| 1a volta     | 4a jornada                | 2a volta     |
| 16 set. 2012 |                           | 10 feb. 2013 |
| 4-3          | At.Madrid - Rayo V.       | 1-2          |
| 0-1          | Valladolid - Betis        | 0-0          |
| 3-3          | Espanyol - A. Bilbao      | 4-0          |
| 3-1          | Málaga - Llevant          | 2-1          |
| 2-0          | Reial Societat - Zaragoza | 2-1          |
| 1-1          | Osasuna - Mallorca        | 1-1          |
| 2-1          | València - Celta          | 1-0          |
| 1-4          | Getafe - Barcelona        | 1-6          |
| 1-1          | Granada - Deportivo       | 3-0          |
| 1-0          | Sevilla - Real Madrid     | 1-4          |

| 1a volta    | 7a jornada              | 2a volta    |
| 7 oct. 2012 |                         | 3 mar. 2013 |
| 1-1         | Valladolid - Espanyol   | 0-0         |
| 2-1         | At.Madrid - Málaga      | 0-0         |
| 2-0         | Betis - Reial Societat  | 3-3         |
| 1-0         | A. Bilbao - Osasuna     | 1-0         |
| 1-0         | Llevant - València      | 2-2         |
| 0-1         | Zaragoza - Getafe       | 0-2         |
| 1-2         | Mallorca - Granada      | 2-1         |
| 2-0         | Celta - Sevilla         | 1-4         |
| 2-2         | Barcelona - Real Madrid | 1-2         |
| 2-1         | Rayo V. - Deportivo     | 0-0         |

| 1a volta    | 10a jornada               | 2a volta     |
| 4 nov. 2012 |                           | 31 mar. 2013 |
| 1-2         | Málaga - Rayo V.          | 3-1          |
| 0-1         | Reial Societat - Espanyol | 2-2          |
| 0-1         | Osasuna - Valladolid      | 3-1          |
| 2-0         | València - At.Madrid      | 1-1          |
| 2-4         | Getafe - Betis            | 0-0          |
| 1-2         | Granada - A. Bilbao       | 0-1          |
| 0-0         | Sevilla - Llevant         | 0-1          |
| 4-0         | Real Madrid - Zaragoza    | 1-1          |
| 1-0         | Deportivo - Mallorca      | 3-2          |
| 3-1         | Barcelona - Celta         | 2-2          |

| 1a volta     | 13a jornada              | 2a volta     |
| 25 nov. 2012 |                          | 21 abr. 2013 |
| 0-0          | Reial Societat - Osasuna | 0-0          |
| 4-0          | Málaga - València        | 1-5          |
| 0-2          | Espanyol - Getafe        | 2-0          |
| 1-0          | Valladolid - Granada     | 1-1          |
| 4-0          | At.Madrid - Sevilla      | 1-0          |
| 1-0          | Betis - Real Madrid      | 1-3          |
| 1-1          | A. Bilbao - Deportivo    | 1-1          |
| 0-4          | Llevant - Barcelona      | 0-1          |
| 0-1          | Zaragoza - Celta         | 1-2          |
| 2-0          | Rayo V. - Mallorca       | 1-1          |

| 1a volta     | 16a jornada              | 2a volta     |
| 16 des. 2012 |                          | 12 mai. 2013 |
| 0-1          | València - Rayo V.       | 4-0          |
| 1-1          | Getafe - Osasuna         | 0-1          |
| 0-0          | Granada - Reial Societat | 2-2          |
| 0-2          | Sevilla - Málaga         | 0-0          |
| 2-2          | Real Madrid - Espanyol   | 1-1          |
| 0-0          | Deportivo - Valladolid   | 0-1          |
| 4-1          | Barcelona - At.Madrid    | 2-1          |
| 0-1          | Celta - Betis            | 0-1          |
| 0-1          | Mallorca - A. Bilbao     | 1-2          |
| 0-1          | Zaragoza - Llevant       | 0-0          |

| 1a volta     | 19a jornada                | 2a volta    |
| 13 gen. 2013 |                            | 1 jun. 2013 |
| 2-2          | Getafe - Granada           | 0-2         |
| 2-0          | València - Sevilla         | 3-4         |
| 0-0          | Osasuna - Real Madrid      | 2-4         |
| 1-1          | Reial Societat - Deportivo | 1-0         |
| 1-3          | Málaga - Barcelona         | 1-4         |
| 1-0          | Espanyol - Celta           | 0-1         |
| 3-1          | Valladolid - Mallorca      | 2-4         |
| 2-0          | At.Madrid - Zaragoza       | 3-1         |
| 2-0          | Betis - Llevant            | 1-1         |
| 1-2          | A. Bilbao - Rayo V.        | 2-2         |

| 1a volta     | 2a jornada             | 2a volta     |
| 26 ago. 2012 |                        | 27 gen. 2013 |
| 1-2          | Betis - Rayo V.        | 0-3          |
| 4-0          | At.Madrid - A. Bilbao  | 0-3          |
| 2-0          | Valladolid - Llevant   | 1-2          |
| 1-2          | Espanyol - Zaragoza    | 0-0          |
| 1-1          | Málaga - Mallorca      | 3-2          |
| 2-1          | Reial Societat - Celta | 1-1          |
| 1-2          | Osasuna - Barcelona    | 1-5          |
| 3-3          | València - Deportivo   | 3-2          |
| 2-1          | Getafe - Real Madrid   | 0-4          |
| 1-1          | Granada - Sevilla      | 0-3          |

| 1a volta      | 5a jornada               | 2a volta     |
| 23 sett. 2012 |                          | 17 feb. 2013 |
| 2-1           | At.Madrid - Valladolid   | 3-0          |
| 1-0           | Betis - Espanyol         | 0-1          |
| 0-0           | A. Bilbao - Málaga       | 0-1          |
| 2-1           | Llevant - Reial Societat | 1-1          |
| 3-1           | Zaragoza - Osasuna       | 0-1          |
| 2-0           | Mallorca - València      | 0-2          |
| 2-1           | Celta - Getafe           | 1-3          |
| 2-0           | Barcelona - Granada      | 2-1          |
| 0-2           | Deportivo - Sevilla      | 1-3          |
| 0-2           | Rayo V. - Real Madrid    | 0-2          |

| 1a volta     | 8a jornada                 | 2a volta     |
| 21 oct. 2012 |                            | 10 mar. 2013 |
| 3-2          | Espanyol - Rayo V.         | 0-2          |
| 2-1          | Málaga - Valladolid        | 1-1          |
| 0-1          | Reial Societat - At.Madrid | 1-0          |
| 0-0          | Osasuna - Betis            | 1-2          |
| 3-2          | València - A. Bilbao       | 0-1          |
| 0-1          | Getafe - Llevant           | 0-0          |
| 1-2          | Granada - Zaragoza         | 0-0          |
| 3-2          | Sevilla - Mallorca         | 1-2          |
| 2-0          | Real Madrid - Celta        | 2-1          |
| 4-5          | Deportivo - Barcelona      | 0-2          |

| 1a volta     | 11a jornada             | 2a volta    |
| 11 nov. 2012 |                         | 7 abr. 2013 |
| 1-2          | Málaga - Reial Societat | 2-4         |
| 0-3          | Espanyol - Osasuna      | 2-0         |
| 1-1          | Valladolid - València   | 1-2         |
| 2-0          | At.Madrid - Getafe      | 0-0         |
| 1-2          | Betis - Granada         | 5-1         |
| 2-1          | A. Bilbao - Sevilla     | 1-2         |
| 1-2          | Llevant - Real Madrid   | 1-5         |
| 5-3          | Zaragoza - Deportivo    | 2-3         |
| 2-4          | Mallorca - Barcelona    | 0-5         |
| 3-2          | Rayo V. - Celta         | 2-0         |

| 1a volta    | 14a jornada               | 2a volta     |
| 2 des. 2012 |                           | 28 abr. 2013 |
| 1-0         | Osasuna - Rayo V.         | 2-2          |
| 2-5         | València - Reial Societat | 2-4          |
| 1-0         | Getafe - Málaga           | 1-2          |
| 0-0         | Granada - Espanyol        | 1-0          |
| 1-2         | Sevilla - Valladolid      | 1-1          |
| 2-0         | Real Madrid - At.Madrid   | 2-1          |
| 2-3         | Deportivo - Betis         | 1-1          |
| 5-1         | Barcelona - A. Bilbao     | 2-2          |
| 1-1         | Celta - Llevant           | 1-0          |
| 1-1         | Mallorca - Zaragoza       | 2-3          |

| 1a volta     | 17a jornada              | 2a volta     |
| 22 des. 2012 |                          | 19 mai. 2013 |
| 1-2          | Betis - Mallorca         | 0-1          |
| 0-2          | A. Bilbao - Zaragoza     | 2-1          |
| 3-0          | Rayo V. - Llevant        | 3-2          |
| 4-2          | València - Getafe        | 1-0          |
| 1-2          | Osasuna - Granada        | 0-3          |
| 2-1          | Reial Societat - Sevilla | 2-1          |
| 3-2          | Málaga - Real Madrid     | 2-6          |
| 2-0          | Espanyol - Deportivo     | 0-2          |
| 1-3          | Valladolid - Barcelona   | 1-2          |
| 1-0          | At.Madrid - Celta        | 3-1          |

| 1a volta    | 3a jornada                | 2a volta    |
| 2 set. 2012 |                           | 3 feb. 2013 |
| 2-4         | Betis - At.Madrid         | 0-1         |
| 2-0         | A. Bilbao - Valladolid    | 2-2         |
| 3-2         | Llevant - Espanyol        | 2-3         |
| 0-1         | Zaragoza - Málaga         | 1-1         |
| 1-0         | Mallorca - Reial Societat | 0-3         |
| 2-0         | Celta - Osasuna           | 0-1         |
| 1-0         | Barcelona - València      | 1-1         |
| 1-1         | Deportivo - Getafe        | 1-3         |
| 3-0         | Real Madrid - Granada     | 0-1         |
| 0-0         | Rayo V. - Sevilla         | 1-2         |

| 1a volta     | 6a jornada                 | 2a volta     |
| 30 set. 2012 |                            | 24 feb. 2013 |
| 6-1          | Valladolid - Rayo V.       | 2-1          |
| 0-1          | Espanyol - At.Madrid       | 0-1          |
| 4-0          | Málaga - Betis             | 0-3          |
| 2-0          | Reial Societat - A. Bilbao | 3-1          |
| 4-0          | Osasuna - Llevant          | 2-0          |
| 2-0          | València - Zaragoza        | 2-2          |
| 1-0          | Getafe - Mallorca          | 3-1          |
| 2-1          | Granada - Celta            | 1-2          |
| 2-3          | Sevilla - Barcelona        | 1-2          |
| 5-1          | Real Madrid - Deportivo    | 2-1          |

| 1a volta     | 9a jornada                  | 2a volta     |
| 28 oct. 2012 |                             | 17 mar. 2013 |
| 0-0          | Espanyol - Málaga           | 2-0          |
| 2-2          | Valladolid - Reial Societat | 1-4          |
| 3-1          | At.Madrid - Osasuna         | 2-0          |
| 1-0          | Betis - València            | 0-3          |
| 1-2          | A. Bilbao - Getafe          | 0-1          |
| 3-1          | Llevant - Granada           | 1-1          |
| 2-1          | Zaragoza - Sevilla          | 0-4          |
| 0-5          | Mallorca - Real Madrid      | 2-5          |
| 1-1          | Celta - Deportivo           | 1-3          |
| 0-5          | Rayo V. - Barcelona         | 1-3          |

| 1a volta     | 12a jornada              | 2a volta     |
| 18 nov. 2012 |                          | 14 abr. 2013 |
| 4-0          | Reial Societat - Rayo V. | 2-0          |
| 0-0          | Osasuna - Málaga         | 0-1          |
| 2-1          | València - Espanyol      | 3-3          |
| 2-1          | Getafe - Valladolid      | 1-2          |
| 0-1          | Granada - At.Madrid      | 0-5          |
| 5-1          | Sevilla - Betis          | 3-3          |
| 5-1          | Real Madrid - A. Bilbao  | 3-0          |
| 0-2          | Deportivo - Llevant      | 4-0          |
| 3-1          | Barcelona - Zaragoza     | 3-0          |
| 1-1          | Celta - Mallorca         | 0-1          |

| 1a volta    | 15a jornada              | 2a volta    |
| 9 des. 2012 |                          | 5 mai. 2013 |
| 0-1         | Osasuna - València       | 0-4         |
| 1-1         | Reial Societat - Getafe  | 1-2         |
| 4-0         | Málaga - Granada         | 0-1         |
| 2-2         | Espanyol - Sevilla       | 0-3         |
| 2-3         | Valladolid - Real Madrid | 3-4         |
| 6-0         | At.Madrid - Deportivo    | 0-0         |
| 1-2         | Betis - Barcelona        | 2-4         |
| 1-0         | A. Bilbao - Celta        | 1-1         |
| 4-0         | Llevant - Mallorca       | 1-1         |
| 0-2         | Rayo V. - Zaragoza       | 0-3         |

| 1a volta    | 18a jornada                  | 2a volta     |
| 6 gen. 2013 |                              | 29 mai. 2013 |
| 3-1         | Rayo V. - Getafe             | 2-1          |
| 1-2         | Granada - València           | 0-1          |
| 1-0         | Sevilla - Osasuna            | 1-2          |
| 4-3         | Real Madrid - Reial Societat | 3-3          |
| 1-0         | Deportivo - Málaga           | 1-3          |
| 4-0         | Barcelona - Espanyol         | 2-0          |
| 3-1         | Celta - Valladolid           | 2-0          |
| 1-1         | Mallorca - At.Madrid         | 0-0          |
| 1-2         | Zaragoza - Betis             | 0-4          |
| 3-1         | Llevant - A. Bilbao          | 1-0          |